# Saliceae
Tribu
Les Saliceae sont une tribu de plantes à fleurs de la famille des Salicaceae.